# Cheep Cheep
Cheep Cheep is een ronde vis en een vijand in de Mario-serie. Hij komt vooral in de platformspellen.
Cheep Cheep komt vooral voor in onderwaterlevels, waarin hij Mario en Luigi probeert te verslaan. Er zijn ook meer Cheep Cheeps, zoals Deep-Cheep, Mega Cheep-Cheep, Mega Deep-Cheep, Cheep-Chomp, Spiny Cheep Cheep en Cheepskipper. In Super Mario 64 & Super Mario 64 DS is er een reuze-Cheep-Cheep. Cheep Cheep is te verslaan met onder andere een Fire Flower, Ice Flower, Penguin Suit en Star. Hij doet ook mee in andere spellen zoals Mario Party DS, Mario Super Sluggers en Mario Slam Basketball. Hij is daar ook meestal een tegenstander. In Mario Kart Wii is er een lichtgewicht kart gebaseerd op de Cheep Cheep, genaamd de "Cheep Charger". Deze verandert van kleur afhankelijk van welk personage hem bestuurt.